# Wybory parlamentarne we Francji w 1791 roku

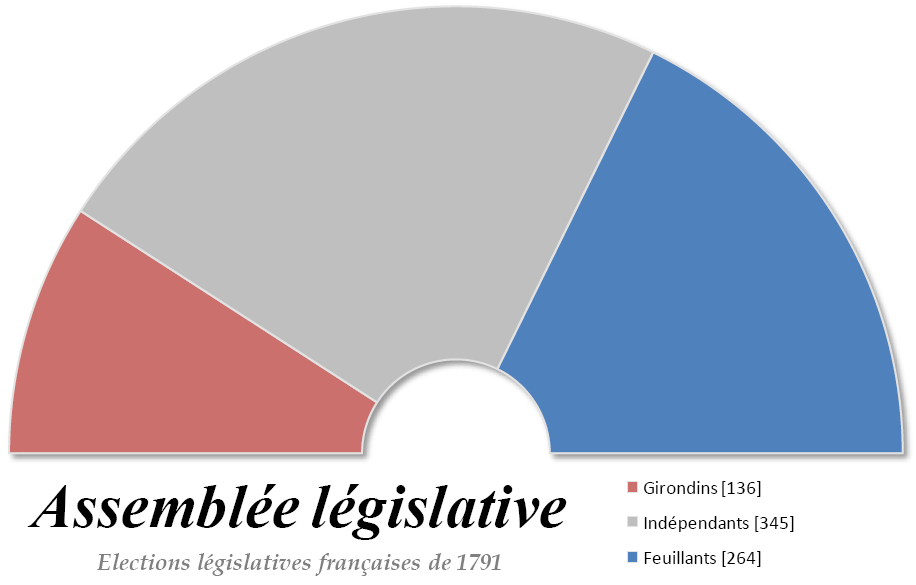
Podział miejsc w Legislatywie (1791).

Wybory parlamentarne we Francji w roku 1791 odbyły się na przełomie sierpnia i września (29 sierpnia i 5 września). Były to pierwsze wybory parlamentarne do Legislatywy w historii Francji, które odbyły się w czasie Wielkiej Rewolucji Francuskiej. W wyborach tych głosować mogli tylko obywatele płacący podatki, i którzy posiadali tzw. "prawa czynne" - tj. mężczyźni w wieku od 25 lat. W wyborach tych zwyciężyli kandydaci niezależni, którzy byli luźno związani zarówno z ugrupowaniami Żyrondystów (Jakobinów), Feuillantów jak i Kordelierów.

## Rezultaty wyborów
Legislatywa (745 mandatów)
| Ugrupowanie | Ugrupowanie | Mandaty |
| ----------- | ----------- | ------- |
|             | Niezależni  | 345     |
|             | Feuillanci  | 264     |
|             | Żyrondyści  | 136     |

### Liderzy poszczególnych klubów politycznych

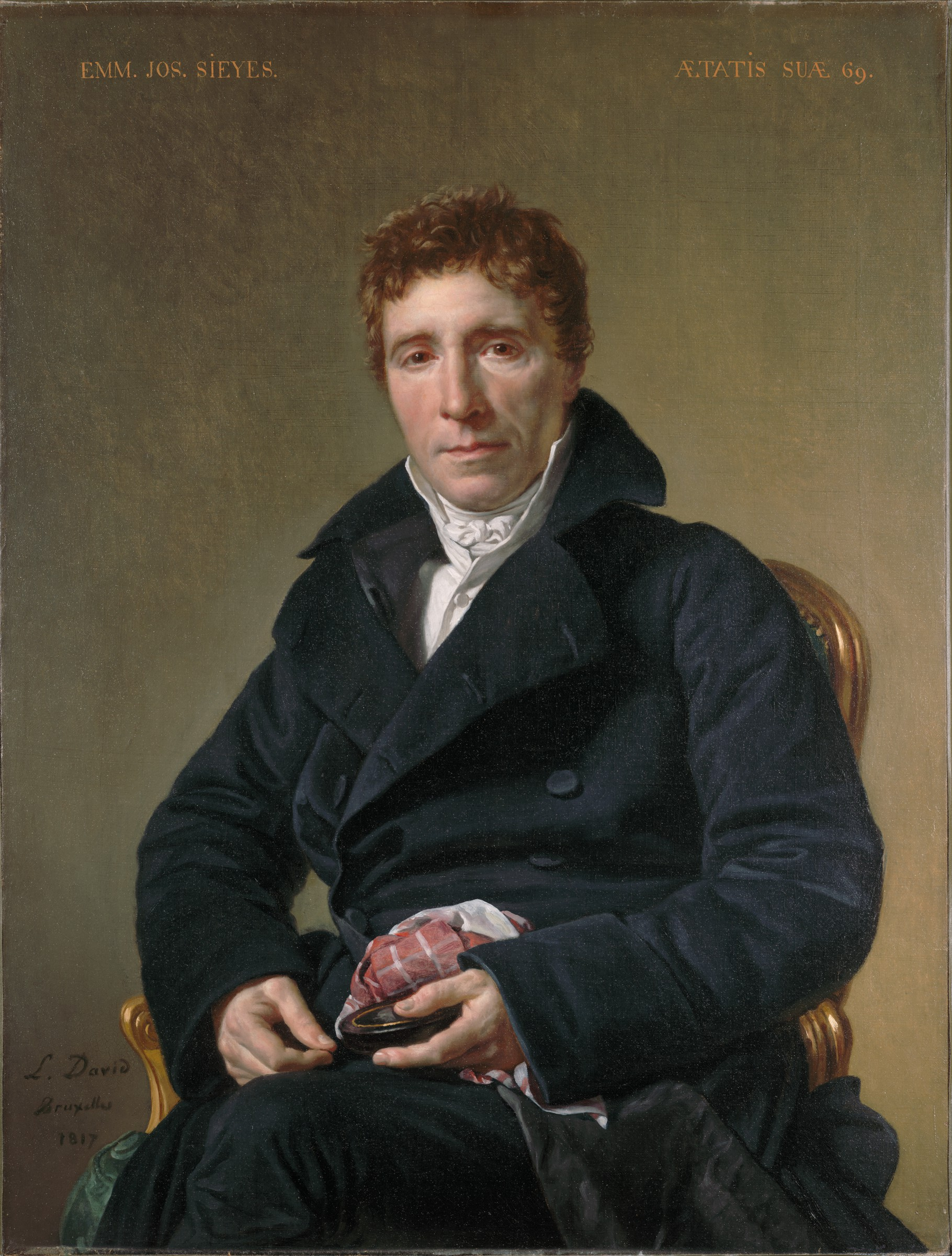
Emmanuel Joseph Sieyès - lider "Niezależnych" (tzw. "Bagna").
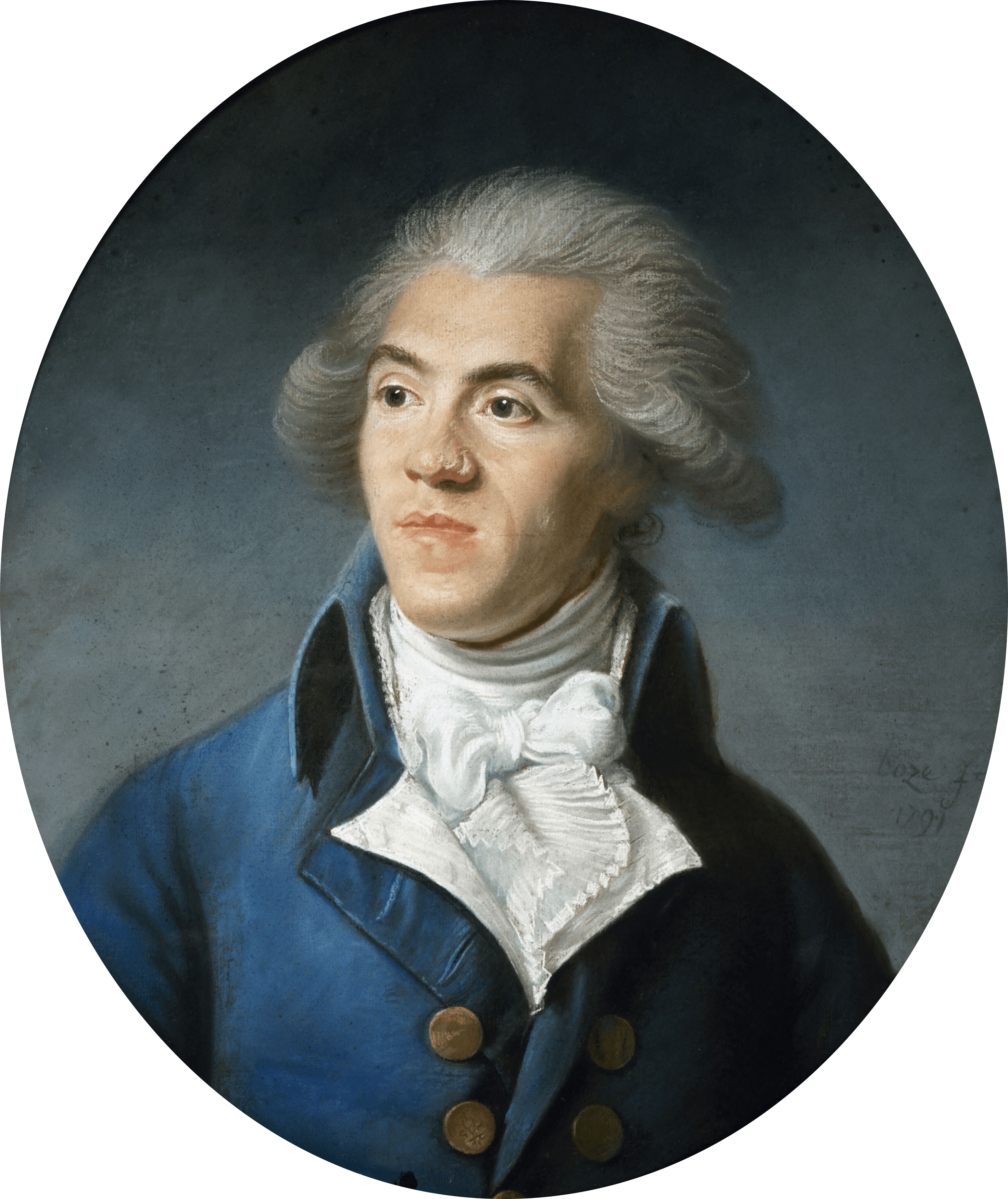
Antoine Barnave - lider Feuillantów.
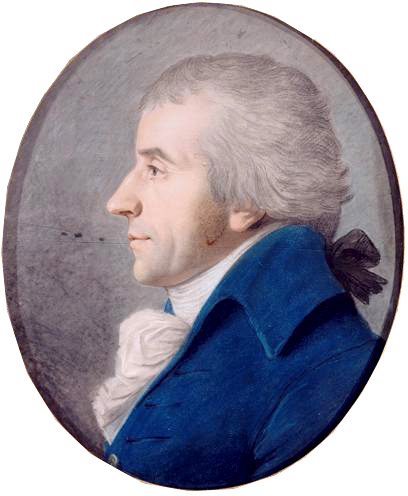
Jacques Pierre Brissot - lider Jakobinów.